# Adamič-Lundrovo nabrežje
Adamič-Lundrovo nabrežje (Adamič-Lunder-Ufer) ist der Name einer der Uferstraßen auf der östlichen Seite der Ljubljanica in der Altstadt von Ljubljana, der Hauptstadt von Slowenien. Die Straße ist benannt nach Ivan Adamič (geb. 1893) und Rudolf Lunder (geb. 1896), die am 20. September 1908 auf dem Pogačar-Platz von österreichischem Militär im Rahmen einer Demonstration getötet wurden.

## Geschichte
Die Straße hieß ursprünglich Schulallee (Šolski drevored) nach dem Laibacher Lyzeum auf dem heutigen Vodnik-Platz. 1929 wurde sie in Erinnerung an das Massaker vom 20. September 1908 in Ufer des 20. September umbenannt. 1952 erhielt sie ihren heutigen Namen.

## Lage
Die Straße verläuft von der Kreuzung Cankarjevo nabrežje, Tromostovje und Stritarjeva ulica nach Osten bis zur Kreuzung Drachenbrücke, Kopitarjeva ulica und Polje-Damm (Poljanski nasip), in den sie übergeht.

## Abzweigende Straßen
Vom Adamič-Lunder-Ufer zweigen von Westen nach Osten folgende Wege und Plätze ab
- Pogačarjev trg
- Dolničarjeva ulica führt zum Vodnikov trg
- Mesarski most führt über die Ljubljanica zum Petkovškovo nabrežje

## Bauwerke und Einrichtungen
- Kresija-Gebäude
- Priesterseminar (Bogoslovno semenišče)[6]
- Zentralmarkt Ljubljana
- Drevored na Adamič-Lundrovem nabrežju (Allee am Adamič-Lunder-Ufer)[7][8]